# Paradigma
El terme paradigma significa «exemple» o «model». En tot l'àmbit científic, religiós o un altre context epistemològic, el terme paradigma pot indicar el concepte d'esquema formal d'organització, i ser utilitzat com a sinònim de marc teòric o conjunt de teories. Aquest concepte va ser originalment específic de la gramàtica, el 1992 el diccionari Merriam-Webster definia el seu ús només en aquest context, o en retòrica per referir-se a una paràbola o una faula. En lingüística, Ferdinand de Saussure va fer servir paradigma per referir-se a una classe d'elements amb similituds. El terme té també un significat en el terreny de la psicologia referint-se a acceptacions d'idees, pensaments, creences incorporades generalment durant la nostra primera etapa de vida que s'accepten com a veritables o falses sense posar-les a prova d'una nova anàlisi.

## Descripció
Un paradigma està constituït pels supòsits teòrics generals, les lleis i les tècniques per a la seva aplicació que adopten els membres d'una determinada comunitat científica.
- Les lleis explícitament establertes i els supòsits teòrics. Per exemple, les lleis del moviment de Newton[6] formen part del paradigma newtonià i les equacions de Maxwell[7] formen part del paradigma que constituïx la teoria electromagnètica clàssica.

- L'instrumental i les tècniques instrumentals necessaris per a fer que les lleis del paradigma es referisquen al món real. L'aplicació en astronomia del paradigma newtonià requerix l'ús de diversos telescopis, junt amb tècniques per a la seva utilització i diverses tècniques per a corregir les dades recopilades.

- Un component addicional dels paradigmes el constituïxen alguns principis metafísics molt generals que guien el treball dins del paradigma. Tots els paradigmes, a més, contenen prescripcions metodològiques molt generals com ara: "Cal intentar seriosament compaginar el paradigma amb la naturalesa".

## Etimologia
El terme  paradigma  s'origina en la paraula grega  παράδειγμα  (parádeigma) que al seu torn es divideix en dos vocables "paràmetres" (al costat) i "déigma" (model), en general, etimològicament significa «model» o «exemple». Al seu torn té les mateixes arrels que  «demostrar» .
En termes generals es pot definir al terme paradigma com la forma de visualitzar i interpretar els múltiples conceptes, esquemes o models del comportament en totes les etapes de la humanitat en el psicològic i filosòfic, que influeixen en el desenvolupament de les diferents societats així com de les empreses, integrades i influenciades per l'econòmic, intel·lectual, tecnològic, científic, cultural, artístic, i religiós que en ser aplicats poden sofrir modificacions o evolucions segons les situacions per al benefici de tots.

## Paradigma científic
El filòsof i científic Thomas Kuhn va donar a paradigma el seu significat contemporani quan el va adoptar per referir-se al conjunt de pràctiques que defineixen una disciplina científica durant un període especificat de temps. El mateix Kuhn preferia els termes exemplar o ciència normal, que tenen un significat filosòfic més exacte. Tanmateix, en el seu llibre L'estructura de les revolucions científiques defineix a un paradigma de la següent manera:
- el que es necessita observar i escrutar;
- el tipus d'interrogants que se suposa que s'ha de formular per trobar respostes amb relació a l'objectiu;
- com s'han d'estructurar aquests interrogants
- com s'han d'interpretar els resultats de la investigació científica.

| «              | "Considero als paradigmes com a realitzacions científiques reconegudes universalment que, durant cert temps, proporcionen models de problemes i solucions a una comunitat científica" | » |
| — Thomas Kuhn. | |   |

Segons Kuhn, cada paradigma forma una visió del món, el paradigma il·lumina la percepció de la realitat més enllà del contingut racional i constitueix un model mental d'interpretació de la realitat.
Els models paradigmàtics són models metafísics i epistemològics, que proporcionen el "context" en el qual es formen els diferents models teòrics i teories d'un nivell inferior, prestant les directrius generals d'agrupament de les diferents teories. La injustícia epistèmica provoca que determinats subjectes i col·lectius no tinguin el mateix pes en l'elaboració de paradigmes i que per tant algunes preguntes sobre el món no es plantegin. És una conseqüència de la discriminació social de determinats col·lectius que fa que es projectin prejudicis sobre la seva vàlua i que per tant el gruix de la societat rebi amb prevenció les seves afirmacions
En la ciència un paradigma és el conjunt d'experiments modèlics capaços de ser copats o emulats; sent la base per crear un consens científic. El paradigma prevalent present en el consens imperant, sovint, una manera més específica de veure la realitat o les limitacions de propostes per a la investigació futura; més que un mètode científic molt més genèric. Això podria conduir a un paradigma positivista.
Segons el filòsof, pedagog i psicòleg estatunidenc John Dewey, representant del pragmatisme considera el paradigma com un conjunt d'opinions, valors i mètodes compartits pels integrants d'un col·lectiu. Per l'economista i filòsof escocès Adam Smith un paradigma representa un conjunt compartit de suposicions i explica un cert model del món que serveix de guia en la predicció d'un comportament. Willis Harmon, del Stanford Research Institute, defineix el paradigma com la forma bàsica de percebre, pensar, valorar i actual segons una visió particular de la realitat. Considera que existeix com una comprensió tàcita i indiscutible que es transmet a les generacions successives, més per l'experiència directa que per l'ensenyament.
El paradigma es pot associar a un mapa que conté els conceptes i els corresponents límits de coneixements que s'han determinat i acceptat per un grup d'individus o la comunitat i, a l'hora, límits del mapa que delimiten la percepció o interpretació dels esdeveniments, l'aplicació dels quals pot generar o no barreres en el seu context amb l'efecte de facilitar o no determinats comportaments en situacions que s'han de resoldre d'acord amb les limitacions establertes. Quan es dona per fet un paradigma es crea un espai i temps lineal on res no canvia, establint-se una veritat immutable, provoca un estancament en l'evolució. Segons Kuhn, no hi ha un cos d'observació neutral que es pugui fer servir per decidir entre dues teories en competició. En el cas que un paradigma establert no satisfà les necessitats d'una ciència, per nous descobriments que puguin millorar o invalidar coneixements previs, s'està davant un canvi de paradigma, pot ser un reajustament si hi ha anomalies en el paradigma vigent o bé si les anomalies són excessives, posant en dubte la validesa del paradigma i es produeix una reinterpretació segons el paradigma emergent, desembocant en el que es pot anomenar revolució científica.

## Canvis de paradigma
La noció de paradigma en termes de pensament científic té també la seva translació en el sentit d'un progrés tecnològic generalitzat. L'economista austríac Joseph Schumpeter en la seva obra Teoria del desenvolupament econòmic (1912) hi recull la seva teoria de l'esperit emprenedor (entrepreneurship), derivada dels empresaris, que creen innovacions tècniques i financeres en un mitjà competitiu en el qual han d'assumir riscos i beneficis que no sempre es mantenen. Tots aquests elements intervenen en el creixement econòmic, ressaltant, doncs, la importància de la innovació tecnològica per sobre de la competència en preus en les estratègies empresarials. Schumpeter va popularitzar el concepte de destrucció creativa com a forma de descriure el procés de transformació que acompanya a les innovacions. Enllaçant amb aquesta anàlisi, alguns autors descontents amb la visió neoclàssica de la funció del canvi tècnic en l'activitat econòmica, fan servir el paradigma tècnic-econòmic com a punt de partida d'una visió diferent dels fonaments de la innovació tecnològica. Un paradigma tècnic-econòmic representa un conjunt d'innovacions tècniques, organitzatives i gerencials interrelacionades, els avantatges de les quals van més enllà d'una sèrie de productes o sistemes, si no també en la composició de l'estructura del cost relatiu de  tots els possibles inputs per a la producció. A cada nou paradigma, un input o conjunt d'inputs pot significar-se com el factor clau del paradigma.
Els canvis de paradigma tècnic-econòmic, també anomenades revolucions tecnològiques són canvis de gran abast en els sistemes tecnològics, una combinació d'interrelacions d'innovació tant entre productes, organització, tècniques i processos, que representen un salt qualitatiu, influint decisivament en la transformació directament o indirecta en el comportament del conjunt de l'economia. A partir de les darreres dues dècades del segle xx  hi ha hagut un canvi de paradigma tècnic-econòmic caracteritzat per una base material vinculada a les tecnologies de la informació i la comunicació i per la consolidació de l'economia del coneixement. L'adveniment de la tercera revolució industrial, transforma el paradigma científic de l'economia i, en conseqüència, formula nous reptes per a l'anàlisi i la història del pensament econòmic, plantejant la necessitat d'articular noves funcions de comportament i noves mètriques de l'economia. La incorporació massiva a l'activitat econòmica de les tecnologies de la informació i la comunicació (TIC), els efectes del procés de globalització econòmica i el canvi en els patrons de consum de les famílies suposen les bases d'un important procés de transformació econòmica, que podem resumir en la transició cap a una economia basada en el coneixement. Es tracta d'un fenomen de múltiples dimensions, que des d'una perspectiva agregada es tradueix en importants canvis en les principals magnituds macroeconòmiques, amb grans reptes per identificar en la dinàmica del creixement econòmic i el seu futur a escala global.